# Orimattila
Orimattila este o comună din Finlanda.